# Cabiyarí
El cabiyarí (kabiyari) és una llengua arawak parlada al llarg del riu Cananarí al Departament de Vaupés, a Colòmbia, al nord-oest d'Amèrica del Sud. El nom també s'escriu cabiuarí, cauyarí, kauyarí, cuyare, kawillary.

## Fonologia
Els 18 fonemes del kabiyari són:
- p, t̪, t, tʃ, k, ʔ ; h ; m, n ; ɾ ; w, j
- i, e, a, o, ʊ ; V́